# Трикоординатний радар

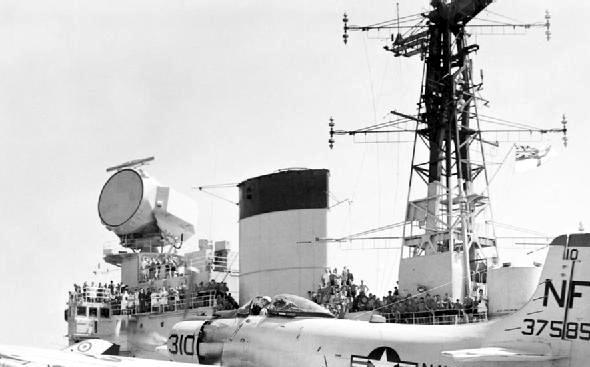
Радар типу 984 на авіаносці «Вікторіос»

Трикоординатний радар (3D радар) — система, що забезпечує визначення відстані та напрямку в трьох вимірах. На відміну від більш поширеного двокоординатного радара, який надає лише дальність і азимут, трикоординатний радар вимірює ще й висоту. Застосовується в моніторингу погоди, протиповітряній обороні та спостереженнях.
Інформація, яку надає трикоординатний радар, особливо потрібна для протиповітряної оборони і, зокрема, винищувачів-перехоплювачів. Перед перехопленням винищувачу-перехоплювачу необхідно повідомити висоту, на яку потрібно піднятися. До появи трикоординатних радарів це досягалось за допомогою двох радарів: пошукового радара (що показував дальність до цілі та азимут) і радара для визначення висоти цілі (таким радарам була притаманна невелика пошукова здатність, тому їх спочатку спрямовували на певний азимут, визначений пошуковим радаром).

## Технології

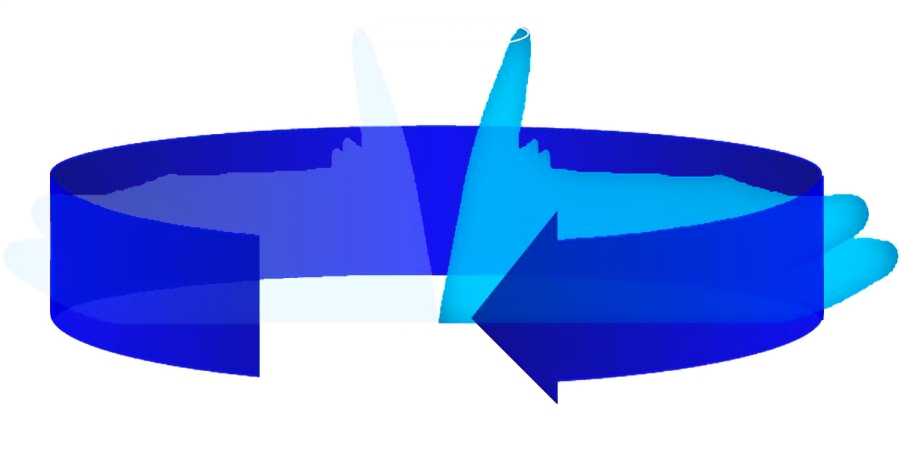
Типова діаграма спрямованості двокоординатної радіолокаційної антени, що обертається.

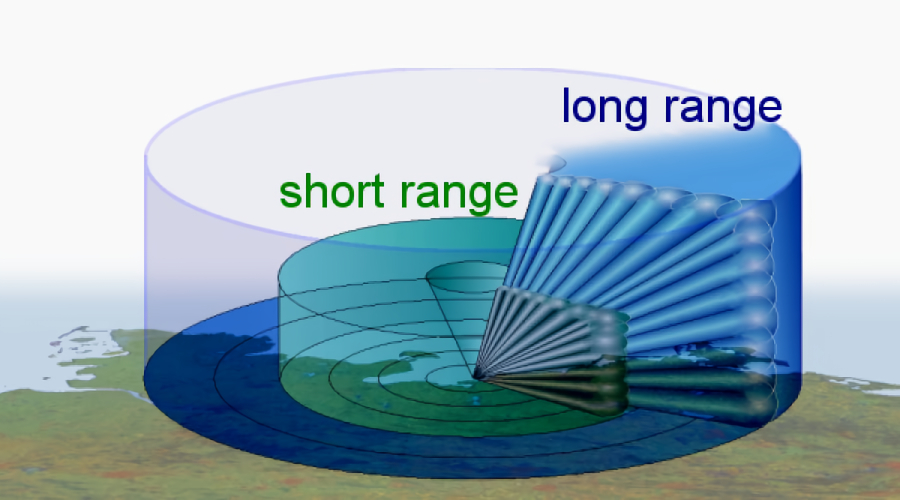
Типова діаграма спрямованості трикоординатного радара — розумне поєднання вертикального електронного керування променем і механічного обертання в горизонтальній площині.

Радар з керованим променем спрямовує вузький промінь радіохвиль через шаблон сканування для створення тривимірного зображення. Приклади: доплерівський метеорологічний радар NEXRAD (який використовує параболічну тарілку) і пасивний радар з електронним скануванням AN/SPY-1, який використовується ракетними крейсерами класу Тікондерога та іншими кораблями, оснащеними багатофункціональною системою протиракетної оборони Іджис.
Радар з багатьма променями (немовби складеними в стопку) випромінює та/або приймає кілька променів радіохвиль під двома або більше кутами місця. Порівнюючи відносну силу відбитих сигналів кожного променя, можна зробити висновок про висоту цілі. Прикладом є оглядовий радар повітряних маршрутів Air Route Surveillance Radar.

## Перелік
- США
  - AN/SPS-8
  - AN/SPS-8
  - AN/SPS-26
  - AN/SPS-30
  - AN/SPS-33
  - AN/SPS-39
  - AN/SPS-42
  - AN/SPS-48
  - AN/SPS-52
  - AN/SPG-59
  - AN/SPY-1
  - AN/SPY-2
  - AN/SPY-3
  - AN/SPN-42
  - AN/SPN-46

- Велика Британія
  - S1850M
  - Sampson
  - Type 997 Artisan radar

- Нідерланди
  - MW-08
  - SMART-L

- Радянські, пострадянські
  - Фрегат-М
  - Фрегат-М1
  - Фрегат-М2
  - Фрегат-М2ЕМ
  - Фрегат-МА
  - Фрегат-МА1
  - МР-310 «Ангара-А»
  - МР-800 «Флаг»
  - «Фурке»
  - РЛК «Заслон»